# Huete (kommunhuvudort)
Huete är en kommunhuvudort i Spanien.   Den ligger i provinsen Provincia de Cuenca och regionen Kastilien-La Mancha, i den centrala delen av landet, 90 km öster om huvudstaden Madrid. Huete ligger 826 meter över havet och antalet invånare är 2 075.
Terrängen runt Huete är kuperad åt nordost, men åt sydväst är den platt. Runt Huete är det mycket glesbefolkat, med 4 invånare per kvadratkilometer. Huete är det största samhället i trakten. Trakten runt Huete består till största delen av jordbruksmark.